# Aleksandr Nilolaevič Prokof'ev-Severskij
Aleksandr Nikolaevič Prokof'ev-Severskij, conosciuto anche come Alexander de Seversky (in russo Александр Николаевич Прокофьев-Северский?; Tbilisi, 7 giugno 1894 – New York, 24 agosto 1974), è stato un aviatore, progettista ed industriale aeronautico russo naturalizzato statunitense.

## Biografia
Ufficiale dell'aviazione della Flotta Imperiale russa, partecipò alla prima guerra mondiale, distinguendosi in numerose azioni in una delle quali perse una gamba.

Per l'abilità ed il coraggio fu più volte decorato.
Inviato nel 1917 dal governo provvisorio russo in missione negli Stati Uniti d'America, dopo la Rivoluzione d'ottobre decise di non fare ritorno nella madrepatria.
Negli U.S.A. iniziò una brillante carriera di progettista ed industriale aeronautico, brevettando numerose invenzioni.
Fondò la Seversky Aircraft Corporation, avvalendosi di progettisti, profughi russi come lui,  quali Michael Gregor ed Alexander Kartveli.
In sintonia con le teorie del generale Billy Mitchell propugnò la creazione di una forte aviazione strategica costituita da bombardieri a lungo raggio con  grande capacità di carico.
Teorie richiamate e propagandate nel best seller Victory Through Air Power, pubblicato nel 1942, da cui Walt Disney trasse nel 1943 un film.
Nello immediato dopoguerra, anche alla luce della comparsa delle armi nucleari, Seversky continuò a propugnare come arma vincente l'aviazione strategica che, secondo le sue vedute, aveva reso obsolete le flotte navali.
È interessante rilevare che Seversky influì sull'elaborazione della geostrategia richiamando l'attenzione sull'Artide come rotta più breve ed idonea per incursioni aeree strategiche dalla massa continentale eurasiana contro l'America (e viceversa).
In ogni caso la potenza aerea, in relazione alle condizioni geostrategiche degli Stati Uniti, esigeva bombardieri a grande autonomia che potessero prescindere da basi oltremare.
Una concezione che, enfatizzando la proiezione geografica polare ed eliminando la necessità di basi oltremare (e quindi di sicure linee di comunicazione marittima), sminuiva l'importanza del potere navale.
È da rilevare che Seversky, all'inizio degli anni cinquanta, si mostrava molto tiepido se non scettico sulla possibilità di realizzare forze strategiche fondate sulla componente missilistica piuttosto che sui bombardieri a grande autonomia.
Seversky va annoverato fra i teorici della guerra aerea, quali Billy Mitchell, Giulio Douhet ed Amedeo Mecozzi, che emersero nella prima metà del ventesimo secolo.